# That Way (Lil Uzi Vert)
That Way è un singolo del rapper statunitense Lil Uzi Vert, pubblicato il 1º marzo 2020 tramite le etichette Generation Now e Atlantic Records. È il secondo singolo estratto dal suo secondo album in studio, Eternal Atake.

## Descrizione
Il singolo interpola l'hook del singolo I Want It That Way dei Backstreet Boys (1999).

## Accoglienza
Nick Carter, membro dei Backstreet Boys, ha condiviso il singolo su Twitter e ha espresso la sua volontà che il rapper collabori assieme al gruppo nel prossimo album.
Alphonse Pierre di Pitchfork ha visto la canzone come un «ritorno alla strabiliante Hayley Williams che canta sul sedile posteriore di un'auto Uzi, la cui personalità animata ha reso possibile la sua ascesa fulminea». Nel contesto dell'album, Charles Homes ed Elias Leight di Rolling Stone hanno descritto la composizione della canzone come «un campione sdolcinato in modo stridente della hit del 1999 dei Backstreet Boys» in connessione «con una traccia nervosa e travolgente costruito intorno alla musica del videogioco Space Cadet 3D Pinball di Microsoft Windows».

## Tracce
Testi e musiche di Symere Woods, Jonathan Priester, Andres Espana, Milan Modi, Andreas Carlsson e Max Martin.
1. That Way – 3:32

## Classifiche
| Classifica (2020) | Posizione massima |
| ----------------- | ----------------- |
| Belgio (Fiandre)  | 28                |
| Belgio (Vallonia) | 40                |
| Canada            | 27                |
| Irlanda           | 41                |
| Nuova Zelanda     | 38                |
| Paesi Bassi       | 95                |
| Portogallo        | 70                |
| Regno Unito       | 47                |
| Slovacchia        | 58                |
| Stati Uniti       | 20                |
| Svezia            | 11                |
| Svizzera          | 66                |
| Ungheria          | 33                |